# Teodoto Emiolio
Teodoto, detto Emiolio (in greco antico: Θεόδοτος Ἡμιόλιος?, Theódotos Hemiólios; fl. 221-217 a.C.), è stato un militare seleucide, che servì l'impero seleucide sotto Antioco III il Grande.

## Biografia

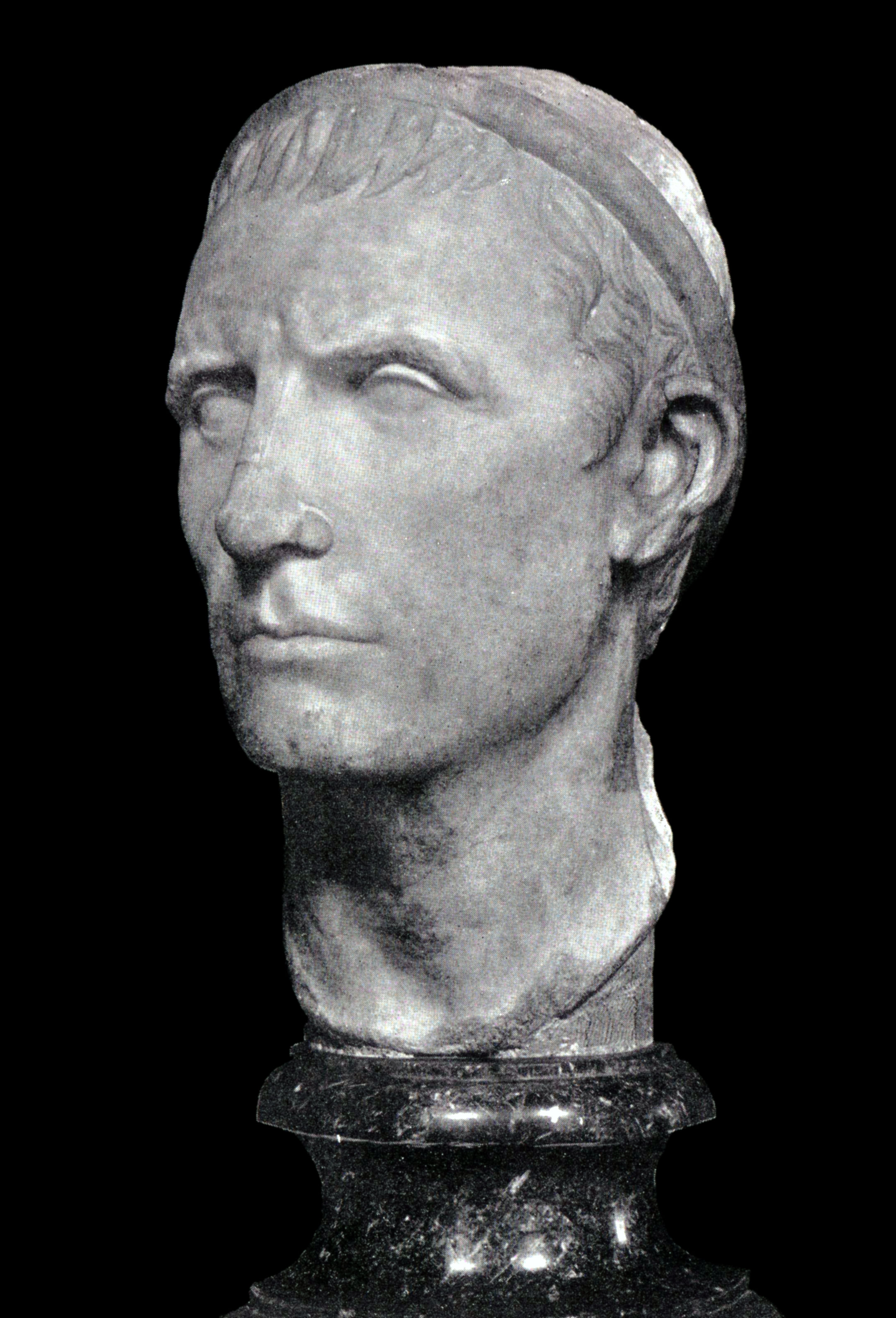
Busto di Antioco III il Grande, sovrano dell'impero seleucide sotto il quale Teodoto combatté (Museo del Louvre, Parigi)

Nel 222 a.C., appena Antioco III ascese al torno seleucide, i due satrapi Molone di Media e Alessandro di Persia si ribellarono al giovane re; questi, per mettere fine alla ribellione, inviò Teodoto Emiolo e Zenone. I due generali raggiunsero Babilonia ma lì, a causa dell'inferiorità delle loro forze, vennero sconfitti da Molone alla fine dell'anno, e furono costretti dagli eserciti dei due satrapi a rifugiarsi nelle città fortificate, senza avere la possibilità di uno scontro aperto; Molone e Alessandro furono quindi sconfitti da un nuovo esercito mandato in aiuto dei due generali. All'inizio della quarta guerra siriaca, nel 219 a.C., Antioco inviò Teodoto a prendere i passi montani della Celesiria, mentre l'ammiraglio Diogneto aveva il compito di conquistare la costa. Teodoto Emiolo combatté nella battaglia di Rafah, comandando insieme a Nicarco una falange di 20.000 uomini. Dopo la fine della guerra e la sconfitta dei seleucidi da parte dell'Egitto tolemaico, Teodoto fu uno degli ambasciatori di pace inviati da Antioco per trattare le condizioni della resa.